# Мерчик
Мерчик — река на Украине, в пределах Богодуховского района Харьковской области. Левый приток Мерлы (бассейн Ворсклы).

## Описание
Длина реки 43 км, площадь бассейна 703 км². Долина трапециевидная, асимметричная. Русло извилистое, шириной 0,5-1,5 м, в среднем течении местами выпрямленное. Уклон реки 1,1 м/км. Летом очень мелеет. Сооружено несколько прудов.
Река берёт начало на восток от пгт Старый Мерчик. Течёт преимущественно на запад и северо-запад. Впадает в Мерлу южнее села Городнее. В верхнем течении река носит название Мокрый Мерчик. После слияния с правым притоком, Сухим Мерчиком, — называется просто Мерчик.